# II lyga
La II lyga è la terza divisione del campionato lituano di calcio. È organizzata dalla LFF, la federazione lituana.
È stata fondata nel 1991, l'anno successivo a quello dell'indipendenza della Lituania.

## Squadre 2024

### II lyga A
- Dainava B
- Dembava
- Džiugas B
- FKS Ukmergė
- Jonava
- Klaipėdos FM
- Neptūnas B
- Saned
- Sveikata
- Sūduva B
- TransINVEST B
- Viltis
- VJFM Fortūna
- Šilutė
- Širvėna
- Žalgiris B

### II lyga B
- BE1 B
- Garliava B
- Hegelmann C
- Nemunas
- Sirijus Klaipėda
- Tauras B
- Utenis Utena

## Albo d'oro
| Stagione  | Pietų zona                | Rytų zona                 | Šiaurės zona              | Vakarų zona                |
| --------- | ------------------------- | ------------------------- | ------------------------- | -------------------------- |
| 1991      | —                         | Makabis Vilnius           | —                         | Banga Gargždai             |
| 1991-1992 | Lietava Jonava            | Aidas Panevėžys           | —                         | Akmenės                    |
| 1992-1993 | Atletas Kaunas            | Andas Vilnius             | —                         | Salantas Salantai          |
| 1993-1994 | WDB Kaunas                | Lokomotyvas Vilnius       | —                         | Joginta Klaipėda           |
| 1994-1995 | Ranga-Politechnika Kaunas | Ranga-Politechnika Kaunas | Ranga-Politechnika Kaunas | Ranga-Politechnika Kaunas  |
| 1995-1996 | Inkaras-Grifas-2          | Inkaras-Grifas-2          | Inkaras-Grifas-2          | Inkaras-Grifas-2           |
| 1996-1997 | Babrungas Plungė          | Babrungas Plungė          | Babrungas Plungė          | Babrungas Plungė           |
| 1997-1998 | —                         | Anykščiai                 | —                         | Vakarų žemaičiai Mažeikiai |
| 1998-1999 | —                         | Kalvarija                 | —                         | Lokomotyvas Radviliškis    |
| 1999      | Nevėžis-2                 | Vėtra                     | —                         | Ekranas B                  |
| 2000      | Sūduva                    | Delintra Lentvaris        | —                         | Volna Kaliningrad          |
| 2001      | Atletas Kaunas            | Ekranas B                 | —                         | Mažeikiai                  |
| 2002      | Kvintencija Kaunas        | Vėtra-2                   | Ekranas B                 | Banga Gargždai             |
| 2003      | Alytis Alytus             | Vilnius-2                 | Mažeikiai                 | Atlantas-2                 |
| 2004      | Sūduva-2                  | Lietuvos paštas Vilnius   | Kruoja                    | Šilutė-2                   |
| 2005      | Rodiklis Kaunas           | —                         | Kražantė Kelmė            | Atlantas-2                 |
| 2006      | Anykščiai                 | —                         | Ekranas B                 | Šilutė-2                   |
| 2007      | Geležinis Vilkas          | —                         | Juventa-99 Šiauliai       | —                          |
| 2008      | Geležinis Vilkas          | —                         | —                         | Mažeikiai                  |
| 2009      | FBK Kaunas                | —                         | —                         | Atlantas                   |
| 2010      | REO Vilnius               | —                         | —                         | Venta Kuršėnai             |
| 2011      | Polonia Vilnius           | —                         | —                         | Palanga                    |
| 2012      | Rūdupis                   | —                         | —                         | Lokomotyvas Radviliškis    |
| 2013      | FK Gariūnai               | —                         | —                         | Juventa-99 Šiauliai        |
| 2014      | FBK Kaunas                | —                         | —                         | Juventa-99 Šiauliai        |
| 2015      | Druskininkai              | TAIP Vilnius              | —                         | Širvėna                    |
| 2016      | Stumbras 2                | Utenis Utena 2            | —                         | Pakruojis                  |
| 2017      | Nac. Akademija            | —                         | —                         | Pramogos SC                |
| 2018      | Hegelmann Litauen         | —                         | —                         | Minija Kretinga            |
| 2019      | Kauno Zalgiris B          | —                         | —                         | Radviliškis                |
| 2020      | Šilas Kazlų Rūda          | —                         | —                         | Banga B                    |
| 2021      | Ekranas                   | Ekranas                   | Ekranas                   | Ekranas                    |
| 2022      | TransINVEST               | TransINVEST               | TransINVEST               | TransINVEST                |
| 2023      | FK Atmosfera              | FK Atmosfera              | FK Atmosfera              | FK Atmosfera               |